# Silvón
Silvón es una aldea perteneciente a la parroquia de Castrillón, en el concejo de Boal, comarca de Eo-Navia, Principado de Asturias, España.
Cuenta con una población de 18 habitantes (INE, 2013) y se encuentra a unos 280 m de altura sobre el nivel del mar, en la margen derecha del río Navia. Dista unos 10 km de la capital del concejo, tomando desde ésta primero la carretera regional AS-12 en dirección a Grandas de Salime, desviándose luego, unos 600 m después de pasar Doiras, por la carretera local de 2.º orden BO-3, que discurre sobre la presa del embalse, y finalmente, 700 m tras ésta, a la izquierda para subir hacia Silvón.